# Le Diable du Val aux roses
 (juillet 2017).
Si vous disposez d'ouvrages ou d'articles de référence ou si vous connaissez des sites web de qualité traitant du thème abordé ici, merci de compléter l'article en donnant les références utiles à sa vérifiabilité et en les liant à la section « Notes et références ».
Le Diable du Val aux roses (De levende brug) est le premier album de bande dessinée de la série Robert et Bertrand, écrit et dessiné par Willy Vandersteen, paru en 1974.

## Synopsis
Au gré de leurs pérégrinations, Robert et Bertrand découvrent un complot qui se trame autour du château du Val-aux-Roses et de sa propriétaire. Afin de la protéger, les deux vagabonds vont tenter de découvrir ce qu'elle conserve précieusement à l'abri des regards, dans son jardin...

## Personnages
- Robert
- Bertrand
- Inspecteur Dix-Sept
- Jacky
- Mangin, chef de la sûreté
- La baronne du Val-aux-Roses
- Zoukov, chef du complot moldave

## Note
- Ce quatrième tome de la saga Robert et Bertrand est paru en 1974 dans le quotidien De Standaard. Quoique méconnue en France, cette série de bande dessinée est très populaire en Flandres, ainsi qu'aux Pays-Bas.
- Quoique édité en tant que tome 4, ce volume de la saga se déroule en premier dans l'ordre chronologique. Il raconte en effet dans quelles circonstances tragiques Robert et Bertrand font la connaissance de Mangin, l'inspecteur Dix-Sept et de Jacky, prince moldave.

## Éditions
- De levende brug, Standaard, 1974 (version originale)
- Le Diable du Val aux roses, Erasme, 1975, version française  (ISBN 90-02-00818-X).